# Condado de Ottawa (Oklahoma)
El condado de Ottawa (en inglés: Ottawa County), fundado en 1907y recibe su nombre de lña tribu de los ottawa, es un condado del estado estadounidense de Oklahoma. En el año 2000 tenía una población de 33.194 habitantes con una densidad de población de 27 personas por km². La sede del condado es Miami.

## Geografía
Según la oficina del censo el condado tiene una superficie total de 485 km² (187,3 mi²), de los que 471 km² (181,9 mi²) son tierra y 34 km² (13,1 mi²) (2,77%) son agua.

### Condados adyacentes
- Condado de Cherokee - norte
- Condado de Newton - este
- Condado de McDonald - sureste
- Condado de Delaware - sur
- Condado de Craig - oeste

## Demografía
Según el censo del 2000 la renta per cápita media de los habitantes del condado era de 27.507 dólares y el ingreso medio de una familia era de 32.368 dólares. En el año 2000 los hombres tenían unos ingresos anuales 25.725 dólares frente a los 18.879 dólares que percibían las mujeres. El ingreso por habitante era de 14.478 dólares y alrededor de un 16,60% de la población estaba bajo el umbral de pobreza nacional.

## Ciudades y pueblos
- Afton
- Cardin
- Commerce
- Dotyville
- Fairland
- Miami
- Narcissa
- North Miami
- Peoria
- Picher
- Quapaw
- Wyandotte